# Naked Boys Singing!
Naked Boys Singing! è una rivista con libretto di Robert Schrock e musica di Stephen Bates. Riprende il genere del Vaudeville e del teatro di varietà e, come il titolo suggerisce, gli otto attori in scena sono completamente nudi. Naked Boys Singing debuttò il 22 luglio 1999 all'Actors' Playhouse di New York e rimase in scena fino al 28 gennaio 2012. Nel 2002 è andato in scena anche in Italia.

## Trama
Il musical non ha una trama lineare, ma presenta episodi diversi che hanno per protagonisti i ragazzi nudi. Tra i temi trattati anche l'omosessualità, la circoncisione, il nudismo e l'amore.

## Brani musicali
- Gratuitous Nudity
- The Naked Maid
- The Bliss of a Bris
- Window to Window
- Fight the Urge
- Robert Mitchum
- Jack's Song (I Beat My Meat)
- Member's Only
- Perky Little Porn Star
- Nothin' But the Radio On
- Kris, Look What You've Missed
- Muscle Addiction
- The Entertainer
- Window to Window (reprise)
- Window to the Soul
- Finale
- Naked Boys Singing!